# Petăr Žabov
Petăr Dimitrov Žabov (in bulgaro Петър Димитров Жабов?; Burgas, 7 febbraio 1973) è un ex calciatore bulgaro, di ruolo attaccante.

## Carriera
Ha iniziato la carriera nel Černomorec Burgas, giocando per quattro anni in massima serie.
Dopo una stagione al Naftex Burgas, nel 1995 passa al CSKA Sofia disputando altre tre stagioni nella A PFG.
Nel 1998 arriva in Italia, al Cosenza, disputando tre annate nella seconda serie.

## Statistiche

### Cronologia presenze e reti in nazionale
| Cronologia completa delle presenze e delle reti in nazionale ― Bulgaria | Cronologia completa delle presenze e delle reti in nazionale ― Bulgaria | Cronologia completa delle presenze e delle reti in nazionale ― Bulgaria | Cronologia completa delle presenze e delle reti in nazionale ― Bulgaria | Cronologia completa delle presenze e delle reti in nazionale ― Bulgaria | Cronologia completa delle presenze e delle reti in nazionale ― Bulgaria | Cronologia completa delle presenze e delle reti in nazionale ― Bulgaria | Cronologia completa delle presenze e delle reti in nazionale ― Bulgaria |
| Data                                                                    | Città                                                                   | In casa                                                                 | Risultato                                                               | Ospiti                                                                  | Competizione                                                            | Reti                                                                    | Note                                                                    |
| ----------------------------------------------------------------------- | ----------------------------------------------------------------------- | ----------------------------------------------------------------------- | ----------------------------------------------------------------------- | ----------------------------------------------------------------------- | ----------------------------------------------------------------------- | ----------------------------------------------------------------------- | ----------------------------------------------------------------------- |
| 20-7-1995                                                               | Kuala Lumpur                                                            | Bulgaria                                                                | 0 – 0                                                                   | Uzbekistan                                                              | Pestabola Merdeka 1995 - 1º turno                                       | -                                                                       | 65’                                                                     |
| 25-7-1995                                                               | Kuala Lumpur                                                            | Iraq                                                                    | 1 – 0                                                                   | Bulgaria                                                                | Pestabola Merdeka 1995 - Semifinale                                     | -                                                                       | 78’                                                                     |
| 29-7-1995                                                               | Kuala Lumpur                                                            | Malaysia                                                                | 0 – 2                                                                   | Bulgaria                                                                | Pestabola Merdeka 1995 - Finale 3º posto                                | 1                                                                       | 60’                                                                     |
| Totale                                                                  |                                                                         | Presenze                                                                | 3                                                                       |                                                                         | Reti                                                                    | 1                                                                       |                                                                         |

## Palmarès

### Club

#### Competizioni nazionali
- Campionato bulgaro: 1

CSKA Sofia: 1996-1997
- Coppa di Bulgaria: 1

CSKA Sofia: 1996-1997